# Religion à Macao
Les religions à Macao sont d'une grande diversité avec le bouddhisme, le confucianisme, le taoïsme, le catholicisme, le protestantisme, l'islam et le bahaïsme. La principale religion et la plus pratiquée dans cette région administrative spéciale est le bouddhisme, souvent associé à plusieurs autres éléments et pratiques des croyances ou philosophies traditionnelles chinoises, comme le confucianisme et le taoïsme, pour former ce que l'on appelle la « religion traditionnelle chinoise ». Le christianisme, amené à Macao par les missionnaires catholiques au XVIe siècle et par les missionnaires protestants au XIXe siècle, assume encore une présence relativement importante et les religions plus minoritaires sont l'islam et le bahaïsme.

## Protection légale
Conformément à l'article 34 de la Loi fondamentale de la région administrative spéciale de Macao, « les résidents de Macao bénéficient de liberté de croyance religieuse et de la liberté de prêcher, de promouvoir les activités religieuses en public et d'y participer ».
Et, conformément à l'article 128 , « le gouvernement de la Région administrative spéciale de Macao n'interfère pas dans les affaires internes des organisations religieuses, ou dans le maintien et le développement des relations des organisations religieuses et des croyants avec les organisations religieuses et les croyants de l'extérieur de la région de Macao. Il n'impose aucune restriction sur les activités religieuses qui ne contreviennent pas aux lois de la Région administrative spéciale de Macao. Les organisations religieuses peuvent fonder, conformément à la loi, des séminaires ou d'autres établissements d'apprentissage, d'hôpitaux et institutions d'assistance sociale ou fournir tout autres services sociaux. Les écoles tenues par des organisations religieuses peuvent continuer à enseigner l'éducation religieuse, y compris l'organisation de cours de religion. Les organisations religieuses bénéficient, en vertu de la loi, le droit d'acquérir, d'utiliser, de disposer et d'hériter d'un patrimoine et à accepter des donations. Leurs droits et intérêts patrimoniaux antérieurs sont protégés dans les termes de la loi ».
À Macao, toutes les religions sont égales devant la loi et conformément à la loi n°5/98/M, les relations entre son gouvernement et les groupes religieux se fondent « sur les principes de séparation et de neutralité ».
Avec cette protection légale les différentes confessions et organisations religieuses de Macao ont obtenu la garantie du maintien et la protection de la liberté religieuse, de leur autonomie et de leur indépendance via à vis des autorités de Macao et de la Chine.

## Bouddhisme et autres religions traditionnelles chinoises

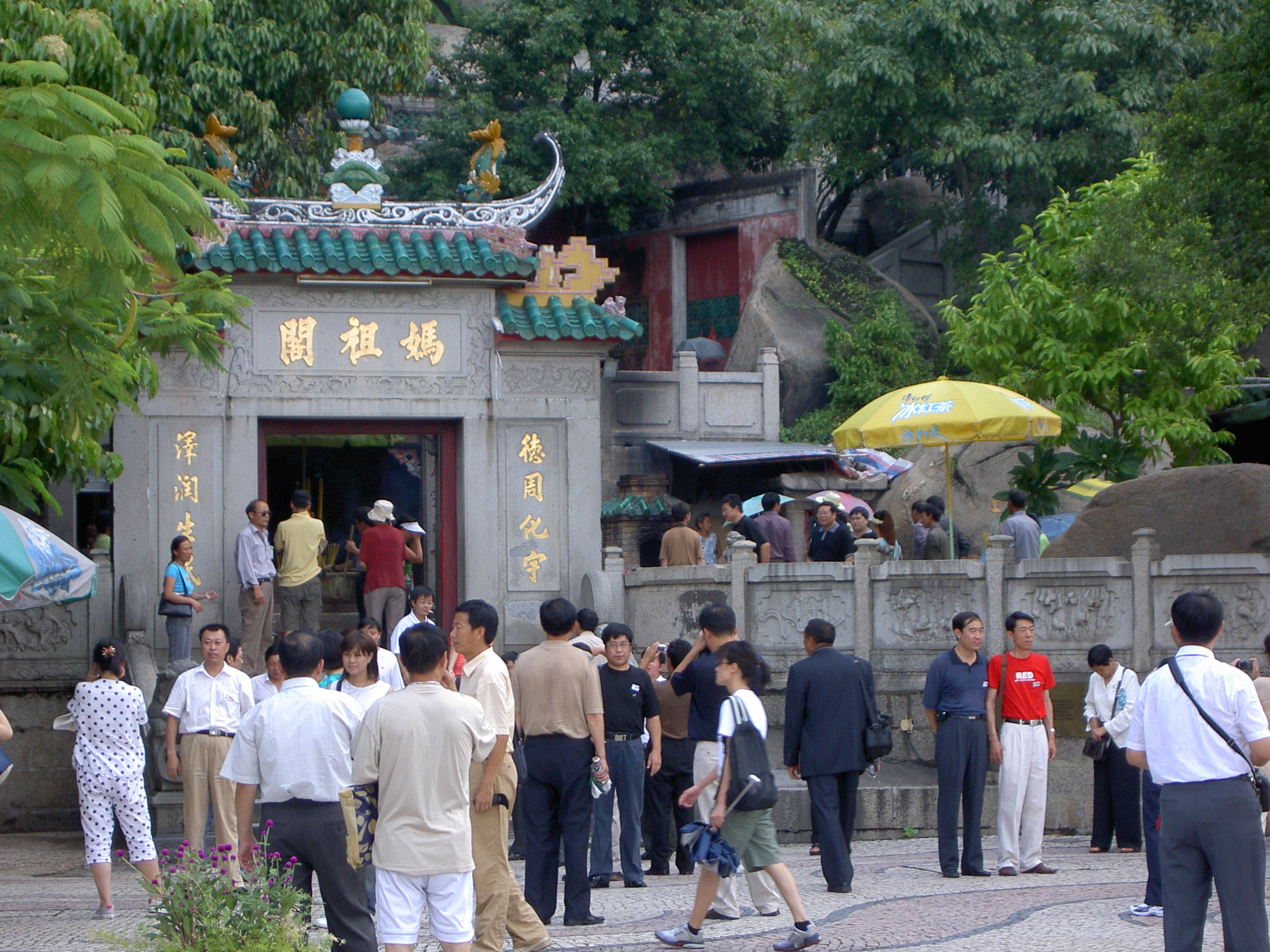
Principale porte du temple d'A-Ma, un célèbre temple chinois.

Principale porte du temple de Kun Iam Tong, l'un des plus vieux temple chinois de Macao.

La principale et la plus pratiquée des religions est le bouddhisme, au point même d'être considérée comme une partie intégrante de la culture et de la vie des chinois de Macao. Mais beaucoup d'entre eux, considèrent le bouddhisme comme une conception générique, en incorporant plusieurs éléments dans cette religion des valeurs du confucianisme, du taoïsme, de la mythologie chinoise et d'autres coutumes, des philosophies, des croyances et des pratiques traditionnelles chinoises. Une de ces pratiques, consiste aux cultes ancestraux, considérés par les chinois comme très important et faisant partie intégrante de la tradition et de la culture chinoise. Cet ensemble syncrétique de croyances, de valeurs religieuses et de pratiques adoptées par les Chinois est communément appelé religion traditionnelle chinoise ou croyance populaire chinoise ou encore croyance traditionnelle chinoise.
Au cours des dernières années, l'âge moyen des croyants bouddhistes est en baisse, ce qui constitue un bon signal pour le bouddhisme à Macao. Il existe actuellement plusieurs organisations bouddhistes dans la région, en particulier l' l'« Association générale bouddhiste de Macao », fondée en juin 1997.
Le confucianisme, système philosophique et semi-religieux traditionnel chinois, a un poids significatif dans la vie de nombreux résidents chinois de Macao, en particulier dans la culture, la pensée, le mode de vie et dans les domaines de la morale et de l'éthique. À Macao, l'importance religieuse du taoïsme est évidente, comme dans l'ancien et populaire culte à la déesse Tin Hau (aussi appelée A-Ma), qui signifie littéralement Reine du ciel (en).

### Temples chinois
À Macao, il existe des dizaines de temples dédiés aux dieux de la terre et à d'autres divinités chinoises et plus de 40 temples bouddhistes, la majorité dédiés aux déesses « Kun Iam »(ou la déesse de la compassion) et Tin Hau (aussi appelée A-Ma) et Guan Tai. Certains de ces temples ont été construits avant l'arrivée des Portugais à Macao, c'est-à-dire, avant le XVIe siècle. Dans certains cas, on peut trouver dans un même temple, tel que le temple d'A-Ma, des statues ou des images de dieux ou divinités taoïstes chinois populaire avec des photos de Bouddha, révélant encore une fois le syncrétisme religieux chinois.
Le temple de Kun Iam Tong, construit au XIIIe siècle en l'honneur de la déesse Kun Iam, est l'un des plus anciens temples de la ville et possède comme curiosité une table de pierre où a été signé le premier traité sino-américain (le 3 juillet 1844), connu sous le nom de Traité sino-américain de Mong-ha (nom de cette zone de Macao).
Le temple d'A-Ma (ou temple de Barra), construit au XVe siècle en hommage à la déesse A-Ma (déesse ou Reine du Ciel) est l'un des temples célèbres et l'un des monuments du Centre historique de Macao. On suppose que le nom de Macao est d'origine chinoise provenant du mot « A-Ma-Gao » (Baie d'A-Ma).
Il y a également d'autres temples à Macao: Na Tcha, Sam Kai Vui Kun, Kun Iam Tcha, Seng Wong, Tin Hau, Hong Kung, Tou Tei, Tam Kung, San Lok, Chuk Lam Chi et Sam Po.

## Christianisme
Mis à part le bouddhisme, les autres croyances et les autres religions traditionnelles chinoises, il existe à Macao une communauté considérable de  chrétiens, la majorité étant membres de l'Église catholique romaine.

### Catholicisme

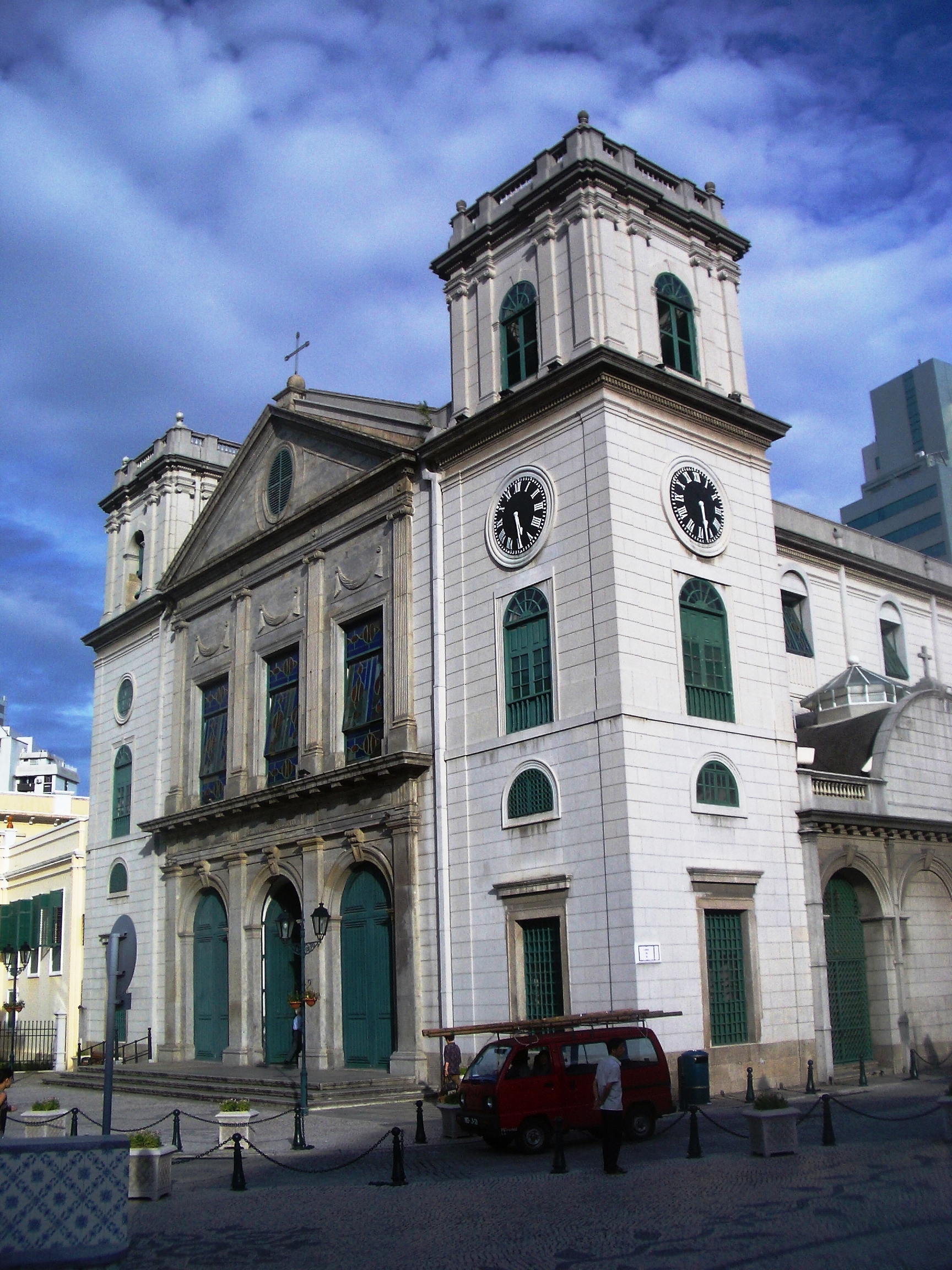
Cathédrale de la Sé de Macao, la cathédrale du diocèse de Macao.

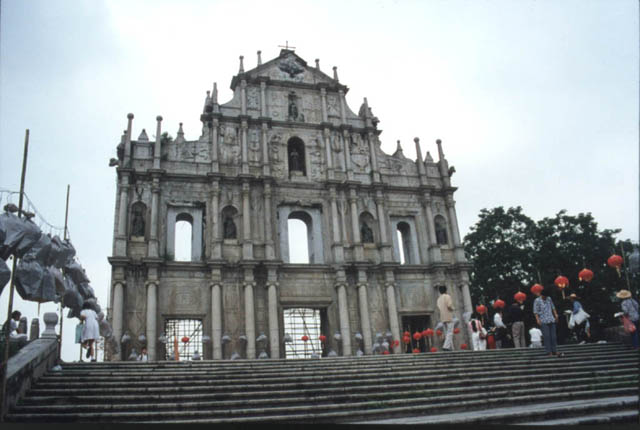
La façade de l'église de la Mère-de-Dieu.

L'Église catholique romaine de Macao est hiérarchiquement structurée et organisée dans le diocèse de Macao, qui suit le Rite romain. Ce diocèse catholique a été créé le 23 janvier 1576 par l'édit du pape Grégoire XIII; il ne gère plus actuellement que le territoire de Macao, et est directement dépendant du Saint-Siège. Depuis 2003, l'évêque de ce diocèse est D. José Lai Hung-Seng.
Mais auparavant lors de sa fondation, le diocèse de Macao possédait la juridiction ecclésiastique sur plusieurs zones de l'Extrême-Orient, comme la Chine, le Japon, le Viêt Nam et la Malaisie, mais à l'exclusion des Philippines. Macao fut élevé au rang de diocèse car, au XVIe siècle, après l'arrivée des Portugais à Macao, il devint un point de formation de missionnaires catholiques pour les différents pays d'Asie orientale. Pour renforcer encore ce rôle furent fondés le collège Saint-Paul au XVIe siècle (première université de type occidental en Asie et centre de formation des missionnaires, et le séminaire de Saint-Joseph au XVIIIe siècle, également pour former les missionnaires et les prêtres.
Selon l'Annuario pontificio, il y a près de 18 000 catholiques à Macao (environ 4 % de la population totale), 24 prêtres séculiers, 52 prêtres réguliers, 62 religieux et 183 religieuses en 2004.
Mais, selon les statistiques de Macao (basé essentiellement sur les statistiques du diocèse de Macao), le nombre total de catholiques en 2005 était d'environ 27 500 (environ 5,6 % de la population totale), la majorité faisant partie de la communauté chinoise. Mais ce nombre est également composé de la majorité de la communauté portugaise résidente. Toujours selon ces mêmes statistiques, travaillaient à Macao au cours de l'année 2005, 21 prêtres du diocèse et trois prêtres spéciaux venus de l'extérieur (en tout, sont de 24 prêtres séculiers à Macao), 52 prêtres réguliers et dix religieux, 184 religieuses et 15 missionnaires bénévoles. En 2003, il existait à Macao 8 communautés religieuses frères et 15 communautés religieuses sœurs.
Même si actuellement l'Église catholique n'est pas la religion dominante à Macao, elle continue à avoir de l'influence et à beaucoup s'engager dans des domaines tels que le bien-être et l'éducation. Le diocèse de Macao dispose de 24 institutions de service social, dont huit maternelles, six sanatoriums pour les personnes âgées, cinq centres de réadaptation pour les personnes handicapés physiques et mentales, et de cinq domiciles pour les enfants. Dans l'éducation, dans l'année scolaire 2004-2005, elle gérait un total de 31 écoles, avec environ 36 500 étudiants. Elle a également fondé avec l'Université catholique portugaise, un établissement d'enseignement supérieur, l'institut inter-universitaire de Macao en 1996, devenu depuis 2009: Université de Saint-Joseph.

#### Églises et chapelles catholiques
Ici suit la liste des églises et chapelles construites par l'Église catholique romaine à Macao, tout au long de ses quatre siècles de présence:
- Cathédrale de la Sé
- Église Saint-Laurent
- Église Saint-Augustin
- Église Saint-Lazare
- Église Saint-José
- Église du séminaire Saint-Joseph
- Église Saint-Joseph-Ouvrier
- Église Saint-Dominique
- Église Notre Dame de Fátima
- Église Notre Dame des Douleurs
- Église Notre Dame du Mont-Carmel
- Église Saint-Antoine
- Chapelle Saint-François Xavier (près de Mong-Há, péninsule de Macao).
- Chapelle Notre Dame de la Guia
- Chapelle Notre Dame de la Penha
- Chapelle Saint-François Xavier (Coloane)
- Chapelle Saint-Jacques
- Chapelle Saint-Michel

La cathédrale du diocèse de Macao se trouve à la Cathédrale de la Sé. Certaines de ces églises ou chapelles sont incluses dans la liste des monuments du « centre historique de Macao », lui-même inclus au patrimoine mondial de l'UNESCO.

### Protestantisme
Macao fut non seulement l'un des principaux contributeurs de la propagation du catholicisme en Chine et en Extrême-Orient, mais aussi le point de départ des missionnaires protestants en mission en Chine.
Le révérend Robert Morrison arriva à Macao au cours de l'année 1807, pour se dédier à la traduction de la Bible en chinois et une compilation du dictionnaire anglais-chinois, ce qui en fait le premier missionnaire protestant à Macao. Au cours du XIXe siècle, malgré le transfert de nombreux missionnaires protestants à Shanghai et Hong Kong après la Première guerre de l'opium, la communauté protestante de Macao a joué un rôle important dans la diffusion du protestantisme en Chine, plus précisément dans le delta de la rivière des Perles.
Les principales confessions protestantes à Macao sont les églises baptiste,  anglicane, luthérienne, l'Église réformée, presbytérienne, méthodistes et pentecôtiste. En plus de ces grandes religions, il existe encore plusieurs organisations protestantes indépendantes locales, en particulier la Christian & Missionary Alliance Church.
La communion anglicane couvre Macao depuis 1849 dans le diocèse de Victoria (chinois traditionnel : 維多利亞教區) ; à partir de 1912 dans la province de Chine (Chung Hua Sheng Kung Hui, chinois traditionnel : 中華聖公會) ; à partir de 1951 dans le  diocèse de Hong Kong et Macao (chinois traditionnel : 港澳教區) ; lequel diocèse est devenu province à part entière en 1998 (Hong Kong Sheng Kung Hui, chinois traditionnel : 香港聖公會). 
Actuellement, le protestantisme se propage à un rythme significatif à Macao, en particulier parmi les jeunes et entre les groupes démographiques de la communauté chinoise. En 2006, on estime qu'il y avait 6 000 protestants et environ 70 églises protestantes contrastant avec les 5 églises existantes dans les années 1950. L'un des premiers lieux de culte construit par les protestants de Macao, est la chapelle protestante, qui est actuellement incluse dans la liste des monuments du « centre historique de Macao », lui-même inclus sur la liste du patrimoine mondial de l'UNESCO.
Dans le domaine de l'éducation, les organisations protestantes de Macao gèrent actuellement plusieurs académies bibliques et centres de formation, 2 librairies, 3 écoles primaires avec maternelles, 1 école d'éducation spéciale, 1 d'éducation continue et 4 autres écoles d'apprentissage, chacune disposant d'une école secondaire, d'une école primaire et d'une maternelle. On estime que près de 10 000 étudiants fréquentent ces établissements scolaires.
Dans le domaine de l'aide sociale, ces organisations chrétiennes se sont engagés à fournir des services sociaux de divers centres communautaires, les familles, enfants, jeunes, personnes âgées, travailleurs, sans-abris, handicapés, entre autres.

## Autres religions

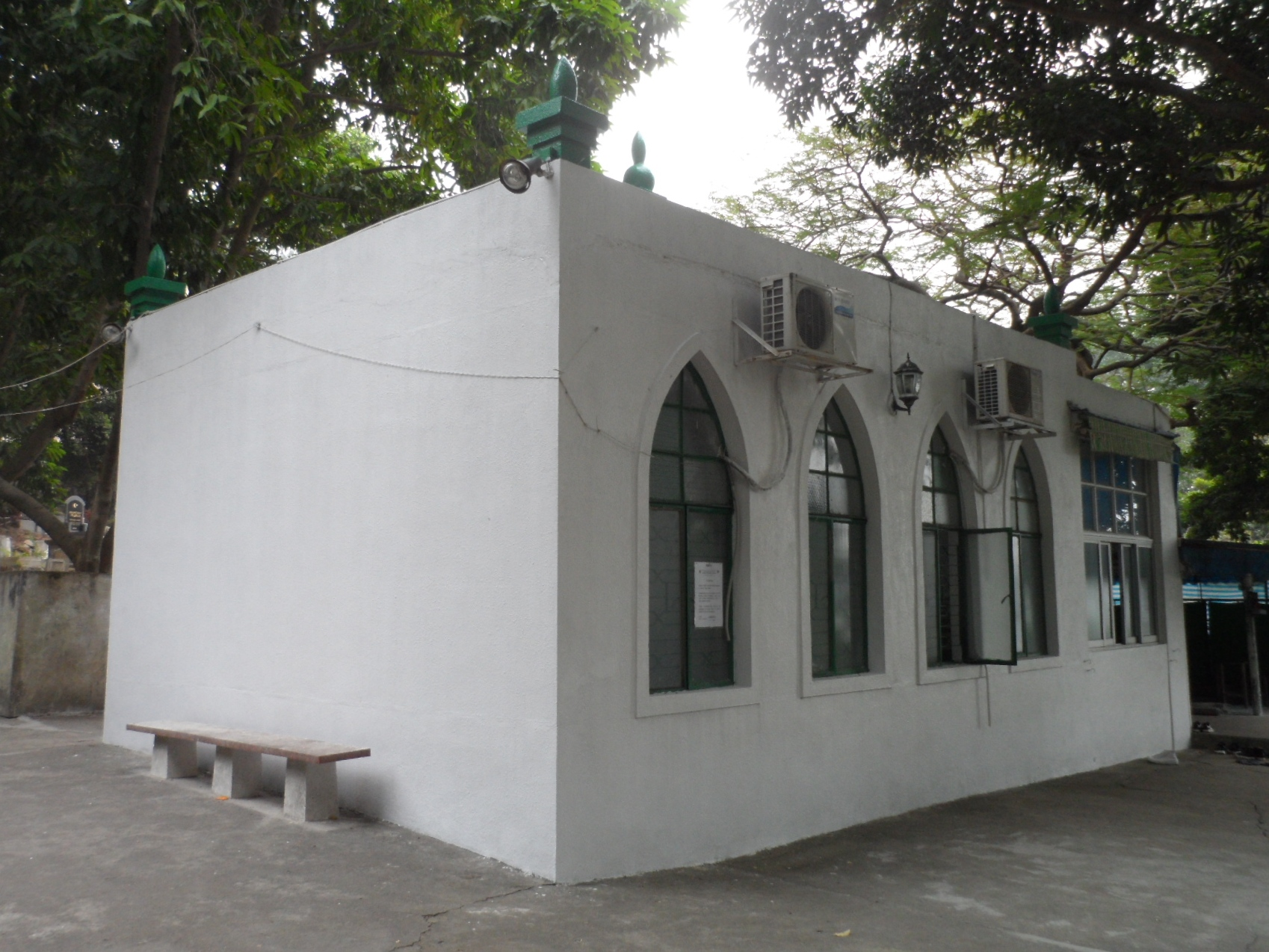
Mosquée Macao

### Islam
Macao dispose actuellement d'une communauté de plusieurs centaines de musulmans. La plus importante association de cette petite communauté est l' Associação Islâmica de Macau, fondée en 1935, et comptant maintenant plus de 100 membres.

### Bahaïsme
Le bahaïsme a été introduit à Macao au cours de l'année 1953, mais il fallut attendre 1989 pour que l'administration des affaires religieuses des Bahaïstes sur tout le territoire de Macao soit créée. Cet organisme, fondé en avril, a pris le nom de Associação da Assembleia Espiritual dos Bahá’ís de Macau et a acquis un siège permanent.
Actuellement, l'association, qui compte environ 2 500 personnes, dispose de deux sections locales (l'une basée sur la péninsule de Macao et l'autre sur l'île de Taipa) et un établissement d'enseignement (school of the nations) avec une maternelle, une école primaire et secondaire. Cet établissement, qui compte désormais 250 étudiants, a été créé en 1988, et représente le dévouement et l'engagement manifesté par l'association en matière d'éducation. En outre, d'autres activités éducatives sont régulièrement organisées comme des cours d'éducation morale, des expositions et des conférences. Ces activités visent à sensibiliser à la responsabilité citoyenne et au bonheur familial.